# F-Zero GX/AX Original Soundtrack
F-Zero GX/AX Original Soundtrack è la colonna sonora del videogioco F-Zero GX per Nintendo Gamecube e di F-Zero AX per arcade.
L'album contiene le tracce musicali composte e prodotte da Hidenori Shoji, Daiki Kasho, Alan Brey. È stato pubblicato in Giappone il 22 giugno del 2004 sotto l'etichetta della Scitron Digital Content, con numero di catalogo SCDC-00358~359.

## Tracce

### Disco 1 (1:07:44)
| #  | Titolo           | Tempo | #  | Titolo           | Tempo |
| -- | ---------------- | ----- | -- | ---------------- | ----- |
| 1  | "CAPTAIN FALCON" | 3:30  | 22 | "SUPER ARROW"    | 1:40  |
| 2  | "Dr. STEWART"    | 2:06  | 23 | "KATE ALEN"      | 1:27  |
| 3  | "PICO"           | 2:00  | 24 | "ROGER BUSTER"   | 2:09  |
| 4  | "SAMURAI GOROH"  | 1:23  | 25 | "LEON"           | 1:14  |
| 5  | "JODY SUMMER"    | 1:19  | 26 | "DRAQ"           | 0:58  |
| 6  | "MIGHTY GAZELLE" | 1:24  | 27 | "BEASTMAN"       | 1:49  |
| 7  | "BABA"           | 1:42  | 28 | "ANTONIO GUSTER" | 1:29  |
| 8  | "OCTOMAN"        | 1:31  | 29 | "BLACK SHADOW"   | 1:53  |
| 9  | "Dr. CLASH"      | 1:23  | 30 | "THE SKULL"      | 1:34  |
| 10 | "Mr. EAD"        | 2:13  | 31 | "DEATHBORN"      | 1:37  |
| 11 | "BIO REX"        | 1:43  | 32 | "PHOENIX"        | 2:20  |
| 12 | "BILLY"          | 1:08  | 33 | "DIGI-BOY"       | 2:33  |
| 13 | "SILVER NEELSEN" | 1:24  | 34 | "DAI SAN GEN"    | 1:20  |
| 14 | "GOMAR & SHIOH"  | 1:42  | 35 | "SPADE"          | 1:25  |
| 15 | "JOHN TANAKA"    | 2:22  | 36 | "DAIGOROH"       | 1:47  |
| 16 | "Mrs. ARROW"     | 1:58  | 37 | "PRINCIA RAMODE" | 1:36  |
| 17 | BLOOD FALCON     | 2:01  | 38 | "LILY FLYER"     | 1:06  |
| 18 | "JACK LEVIN"     | 1:53  | 39 | "PJ"             | 1:12  |
| 19 | "JAMES MCCLOUD"  | 1:10  | 40 | QQQ              | 1:02  |
| 20 | "ZODA"           | 1:30  | 41 | DON GENIE        | 1:17  |
| 21 | "MICHAEL CHAIN"  | 1:02  |    |                  |       |

### Disco 2 (1:17:31)
| #  | Titolo                                   | Tempo | #  | Titolo                                              | Tempo |
| -- | ---------------------------------------- | ----- | -- | --------------------------------------------------- | ----- |
| 1  | F-ZERO TV Opening (Interview In)         | 0:09  | 22 | Like a Snake (Port Town)                            | 4:05  |
| 2  | Brain Cleaner (Replay)                   | 1:58  | 23 | Planet Colors (Green Plant)                         | 2:14  |
| 3  | U-Rays (Tutorial)                        | 1:03  | 24 | ZEN (Aeropolis)                                     | 3:48  |
| 4  | Wings For My Way -ver.AX- (AX Advertise) | 0:36  | 25 | For The Glory -feat. Mute City's Theme- (Mute City) | 2:12  |
| 5  | Raise a curtain (Card Check)             | 1:16  | 26 | Osc-Sync Carnival (Lightning)                       | 2:35  |
| 6  | As you choose "3rd" (Main Selector)      | 1:23  | 27 | Infinite Blue (Big Blue)                            | 3:22  |
| 7  | Short Pre-View (Cos View 1)              | 0:10  | 28 | Hurrah for the Champion (Winning Run)               | 2:05  |
| 8  | Paper Engine (Outer Space)               | 3:22  | 29 | Cover Of Mute City's Theme (Item Song 1)            | 1:50  |
| 9  | Feel Our Pain (Fire Field)               | 3:00  | 30 | Cover Of Big Blue's Theme (Item Song 2)             | 2:23  |
| 10 | One Ahead System (Cosmo Terminal)        | 2:54  | 31 | Cover Of Red Canyon's Theme (Story #2)              | 1:35  |
| 11 | Shotgun Kiss (Vegas Palace)              | 2:26  | 32 | Night Of Big Blue (Story #4)                        | 2:01  |
| 12 | The Fall (Retire)                        | 0:09  | 33 | Time For Kill (Story #6)                            | 1:59  |
| 13 | Stereo Signal (Pilot Point Result)       | 1:22  | 34 | Emperor Breath (Story #8)                           | 2:03  |
| 14 | Your Garage (Shop)                       | 1:27  | 35 | DIZZY (Phantom Road)                                | 2:49  |
| 15 | Flags (Flag Open)                        | 1:27  | 36 | 2sec (Mission Clear)                                | 0:05  |
| 16 | No Time (Game Over)                      | 0:11  | 37 | Finish to Go (Finish)                               | 1:52  |
| 17 | Feather (Customize)                      | 1:50  | 38 | Respect To "RESULT THEME OF F-ZERO" (Staff Roll)    | 2:42  |
| 18 | Refresh Time (Character's Profile)       | 1:08  | 39 | Wings For My Way (GX Advertise)                     | 2:55  |
| 19 | Step 70's (Option)                       | 1:03  | 40 | F-ZERO TV Ending (Interview Out)                    | 0:14  |
| 20 | Long Pre-View (Cos View 2)               | 0:18  | 41 | F-ZERO GX/AX Arrange Version BIG BLUE1              | 4:41  |
| 21 | 8 Guitars (Sand Ocean)                   | 2:49  |    |                                                     |       |

1Arrangiata da Ayako Saso.